# محمدناصر سقای بی‌ریا
محمد ناصر سقای بی‌ریا (۲ بهمن ۱۳۳۷ – ۲۵ دی ۱۴۰۳) روحانی شیعه سیاستمدار محافظه کار و معاون پژوهشی و رئیس گروه روانشناسی در مؤسسه آموزشی و پژوهشی امام خمینی بود. وی یکی از اعضای ارشد جبهه پایداری انقلاب اسلامی بود. در اوایل دهه ۲۰۰۰، سقای بی‌ریا امام مرکز آموزش اسلامی هوستون، تگزاس بود.
بی‌ریا فوق لیسانس خود را از دانشگاه مک‌گیل، مونترال، کانادا و پی‌اچ‌دی خود را از دانشگاه هیوستون، تگزاس، آمریکا گرفته‌بود.
وی از شاگردان محمدتقی مصباح یزدی بود و به عنوان مشاور رئیس‌جمهور ایران محمود احمدی‌نژاد در امور روحانیت و مذهبی فعالیت می‌کرد.

## تاریخچه انتخابات
| سال  | انتخابات                                                              | آرا     | %     | رتبه | ملاحظات        | منبع         |
| ---- | --------------------------------------------------------------------- | ------- | ----- | ---- | -------------- | ------------ |
| ۲۰۱۲ | مجلس شورای اسلامی حوزه انتخابیه تهران، ری، شمیرانات، اسلامشهر و پردیس | ۲۶۶٬۵۵۵ | ۱۲٫۵۷ | 35th | به دور دوم رفت | KhabarOnline |
| ۲۰۱۲ | مجلس شورای اسلامی حوزه انتخابیه تهران، ری، شمیرانات، اسلامشهر و پردیس | ۲۲۱٬۹۴۱ | ۱۹٫۷۰ | 36th | باخت           | MashreghNews |
| ۲۰۱۶ | خبرگان قم                                                             | —       | —     | —    | رد صلاحیت شد   | RoozOnline   |
| ۲۰۱۶ | مجلس شورای اسلامی حوزه انتخابیه تهران، ری، شمیرانات، اسلامشهر و پردیس | —       | —     | —    | کنار کشید      | FarsNews     |

## کتابشناسی
- Saghaye-Biria, M. N. (1997). Feyz Kashani On Self- Accounting And Self-Supervision (Thesis). McGill University.
- Saghaye-Biria, M. N. (2004). Morality in the Context of Belief: An Islamic Perspective (Thesis). University of Houston.